# بادریاشوو
بادریاشوو (انگلیسی: Badryashevo) یک شهرک در شهرستان تاتیشلینسکی استان باشقیرستان کشور روسیه است.